# Gertrud Hackner
Gertrud Hackner est une karatéka allemande surtout connue pour avoir remporté l'épreuve de kata individuel féminin aux championnats d'Europe de karaté 1985.

## Résultats
| Résultat      | Date | Épreuve         | Catégorie | Compétition                | Ville hôte       |
| ------------- | ---- | --------------- | --------- | -------------------------- | ---------------- |
| Médaille d'or | 1985 | Kata individuel | Seniors   | Championnats d'Europe 1985 | Oslo, en Norvège |